# Hoppervlucht

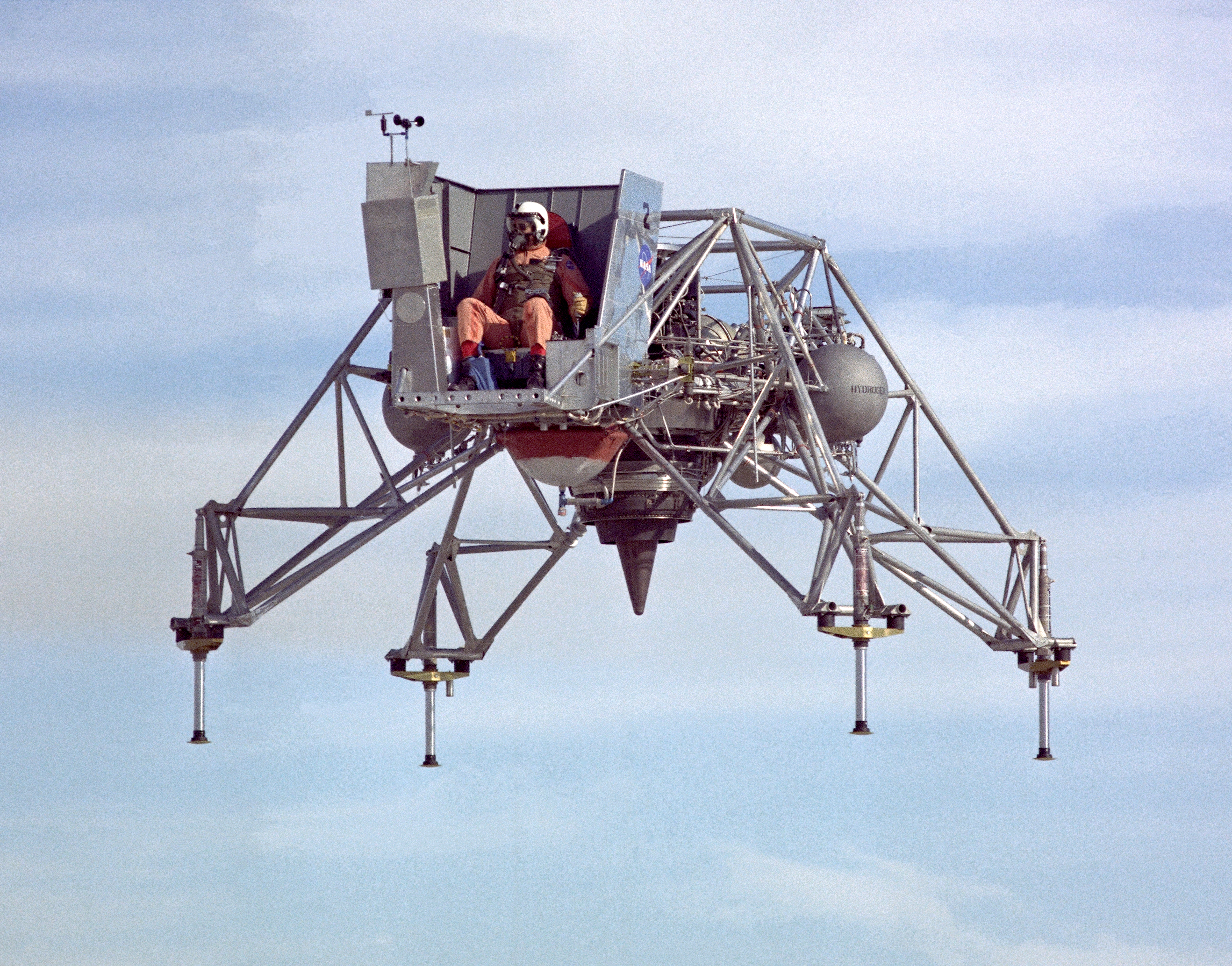
NASA Lunar Landing Research Vehicle (LLRV)

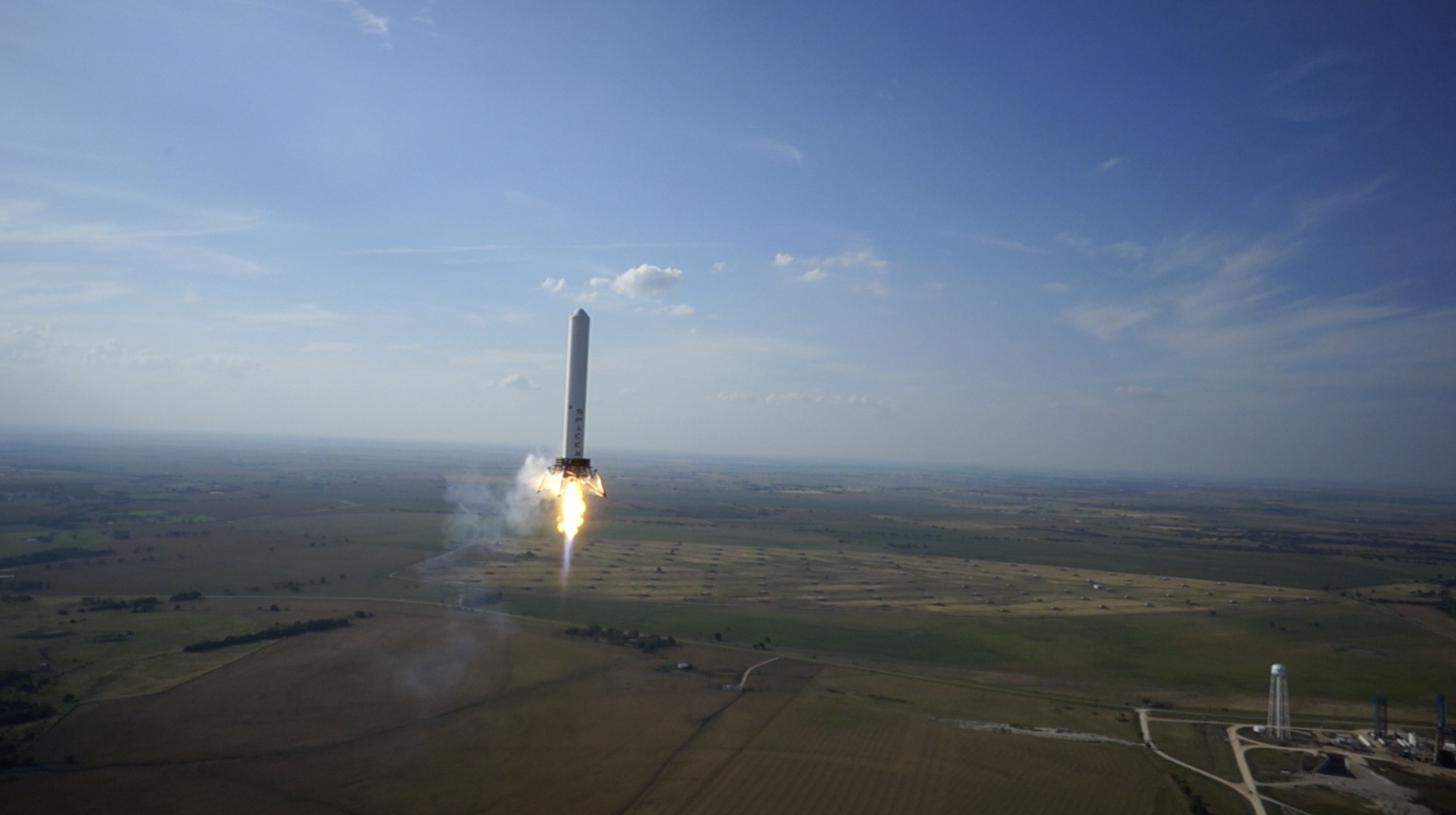
De SpaceX Grasshopper tijdens een hoppervlucht

Een hoppertest of hoppervlucht is een type testvlucht dat wordt uitgevoerd bij de ontwikkeling van een raket die verticaal moet kunnen landen. Dit wordt vaak gedaan met een versimpeld prototype van de betreffende raket die vaak het woord hopper in de naam heeft. Hopper is afgeleid van het Engelse woord hop wat zoveel als hupsje of sprongetje betekent.
Tijdens een typische hoppervlucht stijgt een raket langzaam op naar een hoogste punt dat varieert van enkele meters tot ruim 10 kilometer. Soms blijft de raket dan even stil hangen (hoovering) om vervolgens af te dalen naar de landingsplaats waar deze moet landen.

## Voorbeelden van hopper-raketten
Eind jaren 1960 trainden de Apollo-astronauten met een hoppervoertuig genaamd Lunar Landing Research Vehicle om de maanlander te leren besturen.

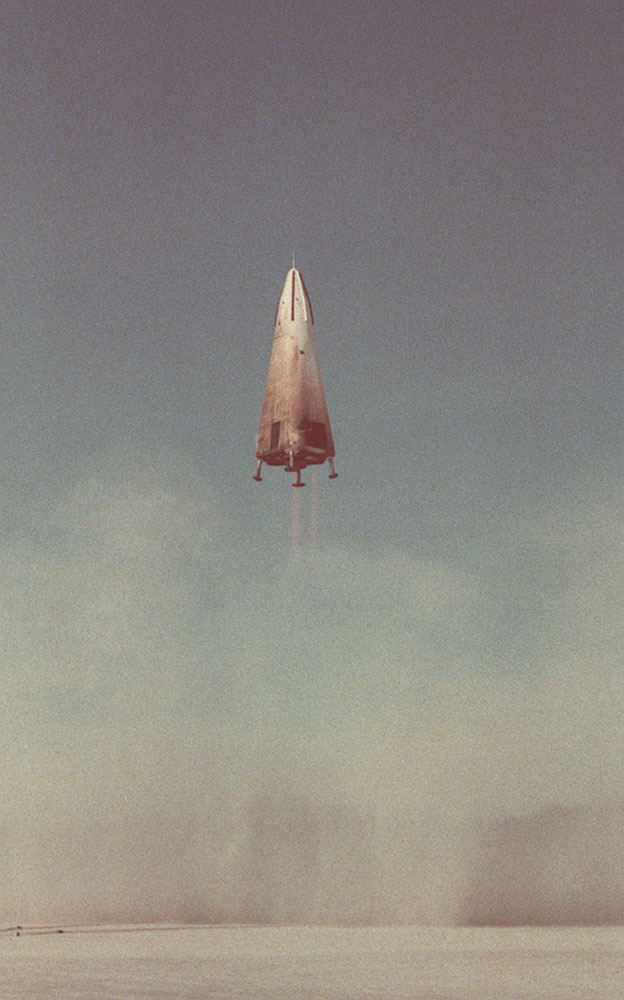
Delta Clipper DC-XA tijdens een hoppervlucht

Midden jaren 1990 waren de McDonnell Douglas techniekdemonstrators DC-X en DC-XA Delta Clipper de eerste grotere testraketten die hoppervluchten maakten.
Blue Origin testte in 2005 de Charon die tot 96 meter hoogte vloog en weer landde. In 2007 volgden hoppervluchten van een krachtiger opvolger genaamd Goddard, een klein hoppervoertuig dat driemaal opsteeg en weer landde. In 2011 wist Blue Origin de grotere PM2-testraket eenmalig te laten opstijgen en landen. Tijdens de tweede vlucht explodeerde de PM2. De PM2 leverde belangrijke data op voor de ontwikkeling van New Shepard, de eerste raket ooit die na terugkeer uit de ruimte in staat is verticaal te landen. De New Glenn gebruikt op zijn beurt de data die zijn opgedaan met de New Shepard om te landen en heeft geen eigen hopperprogramma.
In 2012 begon SpaceX hoppervluchten uit te voeren met de eenmotorige Grashopper. Hiermee leerde SpaceX de krachten van de nieuwe Merlin 1D-motor te beheersen en te landen. De driemotorige F9R-Dev volgde Grashopper op en kon ook na een afdaling met hogere snelheid vanaf een hoogte van 2,5 kilometer landen. Deze ging in 2014 verloren toen de raket uit koers raakte door een defecte sensor en uit veiligheidsoverwegingen werd opgeblazen. Met de data die in het Grasshopper-programna was opgedaan kon SpaceX vanaf 2015 honderden Falcon-boosters laten landen.
In maart 2019 begon SpaceX een hopperraket genaamd Starhopper te testen. Deze was van belang voor de ontwikkeling van het Starship, hun volgende generatie raketten die gebruik ging maken een nieuw type raketmotoren; de Raptor. Na twee “vluchten” waarbij de Starhopper door aan de grond bevestigde kettingen werd beperkt tot een hoogte van enkele centimeters vloog de Starhopper in de zomer van 2019 twee maal los. De eerste keer tot zo’n 30 meter en de tweede keer tot ongeveer 150 meter.
In de zomer van 2020 herhaalde SpaceX deze vluchten twee maal met grotere Starship-prototypes (Starship-SN5 en -SN6) die een complete tanksectie en een Raptor-hoofdmotor behelsden. Van december 2020 tot en met mei 2021 voerde SpaceX vijfmaal een hoppervlucht tot een hoogte van 10 tot 12 kilometer uit waarbij met een completer prototype van Starship (nog zonder hitteschild) in horizontale positie werd afgedaald en de raket op het laatste moment weer in verticale positie moest terugkeren en landen. Na iedere test werd het ontwerp en landingsprotocol verfijnd, en laatste van deze vluchten was succesvol.
In China werken meerdere ruimtevaartbedrijven aan herbruikbare raketten. De Zhuque 3 van LandSpace is een van de raketten waarvoor hoppers zijn gebouwd en getest.
In september 2023 voerde de ISRO op de Maan een hoppervlucht uit van hooguit een halve meter hoog en ver als onderdeel van de missie Chandrayaan-3. Hiervoor gebruikten ze de Vikram-2 lander die enkele weken eerder een robotwagentje naar het maanoppervlak had gebracht.
Stoke Space voerde in september 2023 een hoppertest uit met hun Hopper 2, een prototype voor de herbruikbare tweede trap van de Nova, de volledig herbruikbare draagraket die het bedrijf ontwikkelt. Het voertuig vloog ongeveer 15 seconden en bereikte een hoogte van enkele meters.
Ook voor de ontwikkeling van de vele al dan niet voltooide on bemande maanlanders werden techniekdemonstrators gebouwd waarmee de landingstechnieken middels hoppervluchten werden getest. Masten Space Systems was een bekend bedrijf dat tussen 2004 en 2022 gespecialiseerd was in het ontwikkelen van landingstechnieken maar failliet ging voor ze hun VTOL-techniek op een maanlander konden testen. Masten werd overgenomen door Astrobotic.